# А-9
А-9 — одноместный рекордный планёр-паритель конструкции Олега Антонова. Построен а 1948 году. Выпускался для спортивных целей ДОСААФ СССР и предназначался для всех видов парящего полёта в любых метеорологических условиях.

## Конструкция
Базовой моделью для планёра стал Рот Фронт-7. Аппарат был выполнен по схеме высокоплана и предназначался для полётов в любых метеоусловиях. Посадка осуществлялась непосредственно на днище, окованное стальным полозом. Фюзеляж в поперечном сечении имел обтекаемую овальную форму с заострённой частью в точке касания земли. Силовой набор каркаса планера состоял из 23-х шпангоутов, стрингеров, лыжной балки и пола кабины. Фонарь кабины состоял из неподвижного козырька и съёмной крышки с форточкой. Сиденье пилота регулируемое с перемещением по горизонтали.
Крыло состояло из прямоугольного центроплана и трапециевидных консолей. На консолях располагались элероны и интерцепторы. Крыло по всему размаху имело модифицированный профиль P-III. Крыло было двухлонжеронным, изготовлено из дерева и имело полотняную обшивку. Законцовка крыла была закруглена и слегка отогнута вниз.
Киль являлся продолжением хвостовой части фюзеляжа, стабилизатор также составлял одно целое с конструкцией фюзеляжа. Руль направления имел 9-процентную роговую аэродинамическую компенсацию. Правый и левый рули высоты были соединены между собой трубой.
Выпускался в Новосибирске в течение пяти лет. Всего было изготовлено 27 планёров.
В 1955 году проходил испытания модифицированный вариант планёра А-9 бис. Крыло не имело центроплана, но имело механизацию по всей задней кромке. Интерцепторы стали двусторонними. Фюзеляж и хвостовое оперение изменений не претерпели. Была упрощена стыковка крыла с фюзеляжем.

## Рекорды

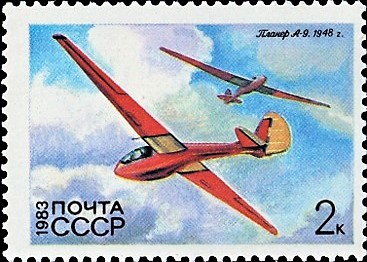
Планёр А-9 1948 года на советской марке 1983 года

Благодаря высоким лётным качествам на планёре был установлен ряд всесоюзных и мировых рекордов.
- В августе 1950 года в полёте с возвращением на старт максимальной дальности достигла планеристка Самосадова, пролетев 149 км;
- На тех же соревнованиях мастер спорта В. Ильченко достиг средней скорости 51,5 км/час на 100-километровом маршруте по треугольнику;
- Планерист Медников 24 июня 1951 года на 100-километровом маршруте по треугольнику достиг скорости 77,141 км/час (прежний рекорд установленный в 1948 году в Швейцарии, составлял 69,6 км/час), установив тем самым всесоюзный и мировой рекорды;
- 23 июня 1951 года советская планеристка Пылаева пролетела 226,216 км с возвращением на старт, побив предыдущий рекорд в 203,15 км, установленный французами в 1950 году;
- 20 июля 1951 года планеристка Самосадова установила мировой рекорд дальности полёта до заранее намеченного пункта, пролетев 364,035 км.

## Лётно-технические характеристики
- Размах крыла — 16,24 м;
- Длина — 6,40 м;
- Относительное удлинение — 19,6;
- Высота — 1,49 м;
- Площадь крыла — 13,50 м;
- Масса:
  - пустого — 310 кг;
  - полётная — 410 кг;
- Максимальная скорость — 200 км/ч;
- Максимальное аэродинамическое качество — 30;
- Скорость МАК — 88 км/ч;
- Минимальное снижение — 0,76;
- Скорость минимального снижения — 85 м/с;
- Посадочная скорость — 85 км/ч;
- Предельно допустимая перегрузка — 8;
- Экипаж — 1 человек.